# Eurema celebensis
Eurema celebensis is een vlindersoort uit de familie van de Pieridae (witjes), onderfamilie Coliadinae.
Eurema celebensis werd in 1867 beschreven door Wallace.